# Gerbillus famulus
Gerbillus famulus är en däggdjursart som beskrevs av Yerbury och Thomas 1895. Gerbillus famulus ingår i släktet Gerbillus och familjen råttdjur. IUCN kategoriserar arten globalt som livskraftig. Inga underarter finns listade i Catalogue of Life.
Denna ökenråtta förekommer på sydvästra Arabiska halvön i Jemen. Den lever i kulliga områden med glest fördelade buskar eller träd av törelsläktet (Euphorbia). Arten besöker även jordbruksmark. En grupp av individer lever i underjordiska bon som grävs själv eller som övertas från andra djur.
Gerbillus famulus når en kroppslängd (huvud och bål) av 8,6 till 10,5 cm, en svanslängd av 12,8 till 15 cm och en vikt av 24 till 38 g. Bakfötterna är 2,6 till 2,9 cm långa och öronen är 1,5 till 1,9 cm stora. På ovansidan förekommer ljus rödbrun (liksom hos en rådjursunge) med inslag av grått. Artens kinder och kroppssidor är mer brunaktig. Det finns en tydlig gräns mot den vita undersidan. Hela svansen är bra täckt med hår och vid svansens slut bildar långa svarta hår en tofs. Bakfötternas undersida är naken.
Individerna är nattaktiva och de går främst på marken.